# Diptychocarpus strictus
Diptychocarpus es un género monotípico de plantas fanerógamas de la familia Brassicaceae. Su única especie, Diptychocarpus strictus, es originaria de Asia occidental donde se distribuye por Turquía, Irán, Afganistán y Pakistán.

## Descripción
Planta anual, alcanza un tamaño de 10-40 cm de altura, por lo general escasamente pilosa. Hojas basales en roseta, a menudo suelta, pinnatifida a lejanamente dentada, rara vez casi todo, de 30-50 mm de largo, 4-6 mm de ancho; las hojas superiores del tallo principal ± similar a las hojas basales, los de las sucursales y la más alta de hojas oblongo-linear, más pequeñas. Inflorescencia en racimos de 10-20 flores, de hasta 15 cm de largo en la fruta. Flores de 5-6 mm de diámetro, lila, rosado o blanquecino; pedicelos de hasta 3 (-4) mm de largo en el fruto, espeso, sobre todo con los frutos indehiscentes. Sépalos de 4-5 mm de largo. Pétalos de 8-10 mm de largo, y 1,5 mm de ancho. El fruto es una silicua dimórfica; las superiores generalmente dehiscentes, linear-comprimidas, subteretes, de 45-60 (-100) mm de largo, 2-3 mm de ancho; los inferiores generalmente indehiscente pero transversalmente se rompen en partes, 35-45 mm de largo,   2 mm de ancho, lineal cilíndrico; semillas claras a oscuras o no aladas (generalmente aladas en frutos dehiscentes).

## Taxonomía
Diptychocarpus strictus fue descrita por (Fisch. ex M.Bieb.) Trautv. y publicado en Bulletin de la Société Impériale des Naturalistes de Moscou 33(1): 108. 1860.
Sinonimia
- Alloceratium strictum (Fisch. ex M.Bieb.) Hook.f. & Thomson
- Chorispermum strictum Andrz. ex DC.
- Chorispermum strictum Kuntze
- Chorispora stenopetala Regel & Schmalh.
- Chorispora stricta (Fisch. ex M.Bieb.) DC.
- Matthiola dimorpha Bernh.
- Matthiola fischeri Ledeb.
- Matthiola rostrata Haberle ex Bernh.
- Orthorrhiza persica Stapf
- Raphanus strictus Fisch. ex M.Bieb.[2]